# شاپرک ساتن
شاپرک ساتن (نام علمی: Leucoma salicis) نام یک گونه از راسته پروانه‌سانان است.